# Марьина (Архангельская область)
Марьина — деревня в Пинежском районе Архангельской области. Входит в состав Карпогорского сельского поселения.

## География
Деревня расположена в восточной части области на расстоянии примерно в 11 километрах по прямой к северо-западу от районного центра села Карпогоры.
Часовой пояс
Деревня Марьина как и вся Архангельская область, находится в часовой зоне МСК (московское время). Смещение применяемого времени относительно UTC составляет +3:00.

## Население
| 2002 | 2010 | 2012 |
| ---- | ---- | ---- |
| 58   | ↘46  | ↗51  |

Национальный состав
Согласно результатам переписи 2002 года, в национальной структуре населения русские составляли 100 % из 61 чел..